# Müritz-tó
A Müritz-tó (németül: Müritzsee) egy kis tó, Németországban, Mecklenburg–Elő-Pomerániában. A Müritztől 8 km-re délre fekszik. A tó területe 1,385 km². A kevésbé strukturált, 200-750 méter széles víztömeg körülbelül 3,6 km hosszú.